# M 02-es út (Ukrajna)
Az M 02 egy ukrán autópálya. Kiptitől (M 01) az orosz határig tart. Az autópálya része a Kijev-Moszkva útnak, amin megy a 101-es számú európai út. Északkelet irányban halad az orosz határ felé. Hossza 208 km. 

## Városok, vagy városi jellegű települések az út mellett

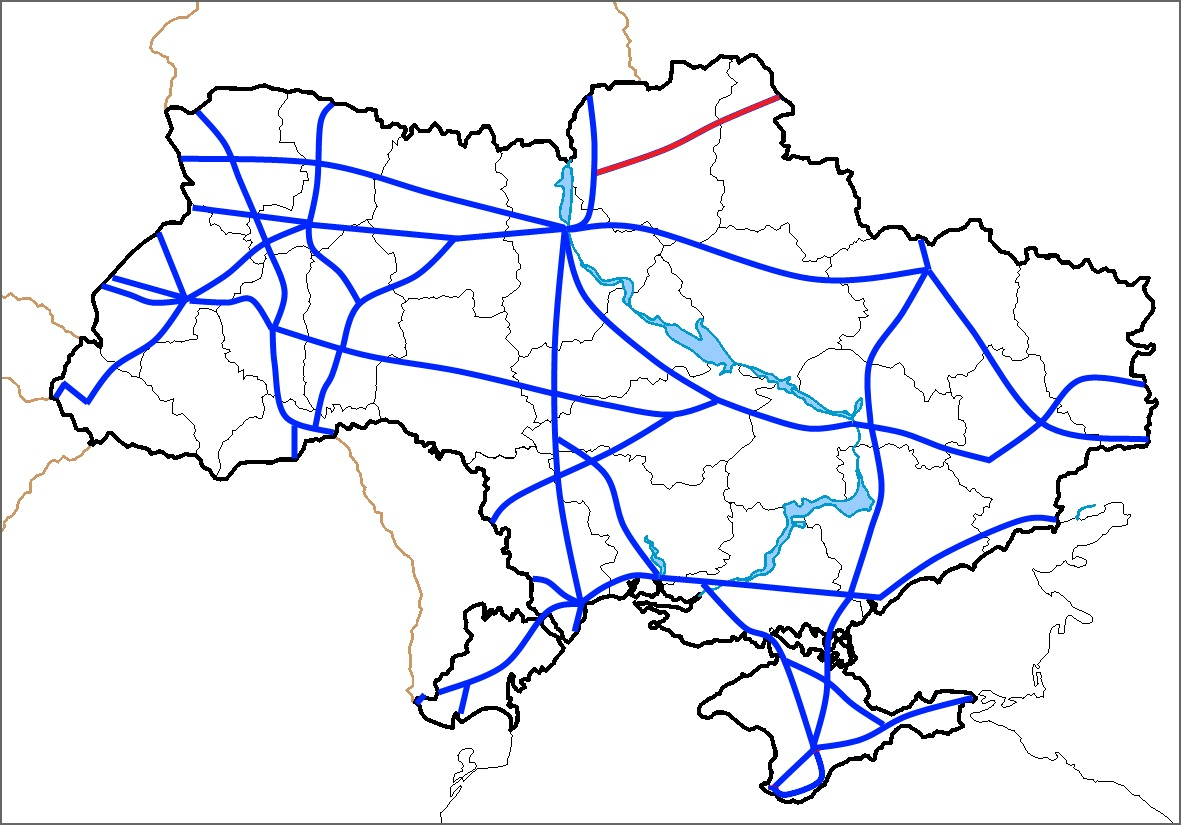
Az M 02, ukrán autópálya (piros vonal)